# لرتا واینبرگ
لورتا واینبرگ (زاده ۶ فوریه ۱۹۳۵) یک سیاستمدار حزب دموکرات آمریکایی است که از سال ۲۰۰۵ تا ۲۰۲۲ به عنوان عضوی از سنای نیوجرسی خدمت کرد، او نماینده منطقه ۳۷ قانونگذاری بود. او همچنین به عنوان رهبر اکثریت سنا خدمت کرد. واینبرگ نامزد دموکرات‌ها برای فرماندار نیوجرسی در انتخابات سال ۲۰۰۹ بود او در نهایت توسط جان کورزین در ۲۴ جولای به عنوان معاون فرماندار انتخاب شد.